# 노석숭
노석숭(盧碩崇, ?~?)은 고려 중기와 후기의 무신으로 본관은 미상이다.

## 생애
노석숭은 최씨정권의 지도자인 최충헌과 그의 동생 최충수의 친척이자 최충헌의 측근이기도 했다. 최충헌보다 나이가 많았다고 한다.
1196년에 최충헌, 최충수 형제가 당시 무신정권의 집권자였던 이의민을 제거했을 때 적극 가담하였으며 이의민의 아들인 이지순, 이지영, 이지광 형제와 이의민의 손자 역시 제거하였다.
또한 1197년에 최충헌이 명종을 폐위하고 신종을 옹립했을 때도 최충헌에게 협력하였으며 후에 최충헌과 최충수가 대립하자 최충헌을 지지하며 최충수를 제거하였다.

## 노석숭이 등장한 작품
- 《무인시대》(KBS, 2003년~2004년, 배우:선동혁)